# مسابقات فوتبال زیر ۱۶ سال آسیا
مسابقات فوتبال زیر ۱۶ سال آسیا یک جام فوتبال است که کنفدراسیون فوتبال آسیا (ای‌اف‌سی) آن را هر دو سال بین تیم‌های زیر ۱۶ سال این قاره برگزار می‌کند. این مسابقات، همچنین به‌عنوان رقابت‌های مقدماتی برای جام جهانی فوتبال زیر ۱۷ سال به‌شمار می‌رود.

## نتایج
| دوره | سال  | میزبان            |                              | دیدار پایانی                 | دیدار پایانی                 | دیدار پایانی                 |                              | رده بندی                     | رده بندی                     | رده بندی |
| دوره | سال  | میزبان            | قهرمان                       | نتیجه                        | نایب قهرمان                  | سوم                          | نتیجه                        | چهارم                        |                              |          |
| ---- | ---- | ----------------- | ---------------------------- | ---------------------------- | ---------------------------- | ---------------------------- | ---------------------------- | ---------------------------- | ---------------------------- | -------- |
| ۱    | ۱۹۸۵ | قطر               | عربستان سعودی                | ۰-۰ (۳-۴ پ)                  | قطر                          | عراق                         | ۰-۱                          | تایلند                       |                              |          |
| ۲    | ۱۹۸۶ | قطر               | کرهٔ جنوبی                    | ۰-۰ (۴-۵ پ)                  | قطر                          | عربستان سعودی                | ۰-۲                          | کرهٔ شمالی                    |                              |          |
| ۳    | ۱۹۸۸ | تایلند            | عربستان سعودی                | ۰-۲                          | بحرین                        | چین                          | ۱-۱ (۳-۴ پ)                  | عراق                         |                              |          |
| ۴    | ۱۹۹۰ | امارات متحدهٔ عربی | قطر                          | ۰-۲                          | امارات متحدهٔ عربی            | چین                          | ۰-۵                          | اندونزی                      |                              |          |
| ۵    | ۱۹۹۲ | عربستان سعودی     | چین                          | ۲-۲ (۷-۸ پ)                  | قطر                          | عربستان سعودی                | ۱-۲                          | کرهٔ شمالی                    |                              |          |
| ۶    | ۱۹۹۴ | قطر               | ژاپن                         | ۰-۱                          | قطر                          | عمان                         | ۲-۳                          | بحرین                        |                              |          |
| ۷    | ۱۹۹۶ | تایلند            | عمان                         | ۰-۱                          | تایلند                       | بحرین                        | ۰-۰ (۱-۴ پ)                  | ژاپن                         |                              |          |
| ۸    | ۱۹۹۸ | قطر               | تایلند                       | ۱-۱ (۲-۳ پ)                  | قطر                          | بحرین                        | ۱-۵                          | کرهٔ جنوبی                    |                              |          |
| ۹    | ۲۰۰۰ | ویتنام            | عمان                         | ۰-۱                          | ایران                        | ژاپن                         | ۲-۴                          | ویتنام                       |                              |          |
| ۱۰   | ۲۰۰۲ | امارات متحدهٔ عربی | کرهٔ جنوبی                    | ۱-۱ (۳-۵ پ)                  | یمن                          | چین                          | ۰-۱                          | ازبکستان                     |                              |          |
| ۱۱   | ۲۰۰۴ | ژاپن              | چین                          | ۰-۱                          | کرهٔ شمالی                    | قطر                          | ۱-۲                          | ایران                        |                              |          |
| ۱۲   | ۲۰۰۶ | سنگاپور           | ژاپن                         | ۲-۴                          | کرهٔ شمالی                    | تاجیکستان                    | ۳-۳ (۴-۵ پ)                  | سوریه                        |                              |          |
| ۱۳   | ۲۰۰۸ | ازبکستان          | ایران                        | ۱-۲                          | کرهٔ جنوبی                    | ژاپن و امارات متحدهٔ عربی     | ژاپن و امارات متحدهٔ عربی     | ژاپن و امارات متحدهٔ عربی     |                              |          |
| ۱۴   | ۲۰۱۰ | ازبکستان          | کرهٔ شمالی                    | ۰-۲                          | ازبکستان                     | استرالیا و ژاپن              | استرالیا و ژاپن              | استرالیا و ژاپن              |                              |          |
| ۱۵   | ۲۰۱۲ | ایران             | ازبکستان                     | ۱-۱ (۱-۳ پ)                  | ژاپن                         | ایران و عراق                 | ایران و عراق                 | ایران و عراق                 |                              |          |
| ۱۶   | ۲۰۱۴ | تایلند            | کرهٔ شمالی                    | ۱-۲                          | کرهٔ جنوبی                    | استرالیا و سوریه             | استرالیا و سوریه             | استرالیا و سوریه             |                              |          |
| ۱۷   | ۲۰۱۶ | هند               | عراق                         | ۰-۰ (۳-۴ پ)                  | ایران                        | ژاپن و کرهٔ شمالی             | ژاپن و کرهٔ شمالی             | ژاپن و کرهٔ شمالی             |                              |          |
| ۱۸   | ۲۰۱۸ | مالزی             | ژاپن                         | ۰-۱                          | تاجیکستان                    | استرالیا و کرهٔ جنوبی         | استرالیا و کرهٔ جنوبی         | استرالیا و کرهٔ جنوبی         |                              |          |
| —    | ۲۰۲۰ | بحرین             | لغو به دلیل شیوع ویروس کرونا | لغو به دلیل شیوع ویروس کرونا | لغو به دلیل شیوع ویروس کرونا | لغو به دلیل شیوع ویروس کرونا | لغو به دلیل شیوع ویروس کرونا | لغو به دلیل شیوع ویروس کرونا | لغو به دلیل شیوع ویروس کرونا |          |
| ۱۹   | ۲۰۲۳ | تایلند            | ژاپن                         | ۰-۳                          | کرهٔ جنوبی                    |                              | ایران و ازبکستان             | ایران و ازبکستان             | ایران و ازبکستان             |          |
| ۲۰   | ۲۰۲۵ | عربستان سعودی     |                              |                              |                              |                              |                              |                              |                              |          |